# Chirixalus simus
Chiromantis simus es una especie de anfibios que habita en Bangladés, India y, posiblemente, también en Bután. 
Esta especie se encuentra en peligro de extinción por la pérdida de su hábitat natural.